# بوچانگای بهشتی
بوچانگای بهشتی (نام علمی: Dicrurus megarhynchus) نام یک گونه از تیره بوجانگا است.